# Platysilurus malarmo
Platysilurus malarmo el malarmo, es un pez de agua dulce perteneciente a la familia Pimelodidae. 
Su longitud es de aproximadamente 7 dm y su cabeza presenta una forma muy aguda, además posee dos barbillas muy cortas y una larga. Su cuerpo es fuerte  con una tonalidad oscura en la parte superior de su tronco, mientras que la parte inferior posee un color más claro. Su aleta caudal  es de forma bifurcada. 
Esta es una especie endémica del territorio colombiano. Es común encontrarla en  el río Catatumbo, además se encuentra  en peligro de extinción.